# Les Laurentides (division sénatoriale canadienne)
Pour les articles homonymes, voir Les Laurentides.
Ne doit pas être confondu avec Les Laurentides (conseil législatif).
Division du Sénat du Canada
Les Laurentides est une division sénatoriale du Canada.

## Description
Son territoire est immense, il correspond à environ 80 % du Québec. Il inclut une partie de la Capitale-Nationale (l'est et le nord de la ville de Québec, la région de Charlevoix) ainsi que les régions entières du Saguenay–Lac-Saint-Jean, de la Côte-Nord et du Nord-du-Québec.

## Liste des sénateurs
| Mandat | Mandat                                                              | Sénateur                   | Parti                             | Nommé par           |
| ------ | ------------------------------------------------------------------- | -------------------------- | --------------------------------- | ------------------- |
|        | 23 octobre 1867 - 22 août 1883                                      | David Edward Price         | Conservateur                      | Proclamation royale |
|        | 11 janvier 1884 - 1er octobre 1888                                  | James Gibb Ross            | Conservateur                      | Macdonald           |
|        | 1er décembre 1888 - 30 août 1899                                    | Evans John Price           | Conservateur                      | Macdonald           |
|        | 5 février 1900 - 14 juillet 1918                                    | Joseph Shehyn              | Libéral                           | Laurier             |
|        | 20 juillet 1918 - 29 octobre 1943                                   | Pierre Édouard Blondin     | Conservateur                      | Borden              |
|        | 3 mars 1944 - 13 novembre 1962                                      | Télesphore-Damien Bouchard | Libéral                           | King                |
|        | 27 avril 1963 - 29 mars 1979                                        | Maurice Bourget            | Libéral                           | Pearson             |
|        | 27 septembre 1979 - 18 juin 1992                                    | Arthur Tremblay            | Progressiste-conservateur         | Clark               |
|        | 20 juin 2000 - 3 juillet 2003                                       | Raymond Setlakwe           | Libéral                           | Chrétien            |
|        | 9 septembre 2003 - 21 septembre 2006                                | Madeleine Plamondon        | Indépendante                      | Chrétien            |
|        | 8 janvier 2009 - 7 août 2016                                        | Michel Rivard              | Conservateur                      | Harper              |
|        | 10 novembre 2016 - 17 janvier 2024                                  | Renée Dupuis               | Groupe des sénateurs indépendants | J. Trudeau          |
|        | 10 septembre 2024 - 12 décembre 2032 (date de retraite obligatoire) | Pierre Moreau              | Non affilié                       | J. Trudeau          |